# 民事法律扶助
民事法律扶助（みんじほうりつふじょ）とは、経済的理由等によって資力が乏しい者が、民事事件で法的トラブルにあった場合に弁護士などの法律専門家を依頼する費用を支払うことができない者に対して、その費用を国などの公的機関が給付したり立て替えたりする制度のこと。日本においては、総合法律支援法に基づき日本司法支援センター（通称：法テラス）が業務を行っている。

## 日本
2006年10月1日まで、日本における民事法律扶助制度は、日本弁護士連合会が中心になって設立した法律扶助協会が実施していたが、2006年10月2日から司法制度改革によって、日本国政府が設立した日本司法支援センターが、その業務を引き継ぎ実施している。
法律相談費用援助
弁護士や認定司法書士による法律相談の実施（同案件であれば3回まで無料）。
民事裁判等手続　
（裁判所における民事事件、家事事件又は行政事件に関する手続きをいう）自己の権利を実現するための準備、及び追行に必要な費用を支払う資力がないか、又はその支払により生活に著しい支障を生ずる日本国民、若しくは日本に住所を有し適法に在留する者を対象としている。
代理援助
民事裁判等手続の準備及び追行（民事裁判等手続に先立つ和解交渉で、特に必要と認められるものを含む）のため、弁護士や認定司法書士に依頼する報酬及び実費の立替えに利用できる（自己破産、個人再生の申立て、離婚調停の申立て、未払い賃金請求のための訴訟が、よく利用されている）。
書類作成援助　
交渉案件（内容証明作成）や民事裁判等手続に必要な、書類の作成依頼に利用できる。この時の支払うべき必要な実費の立替え（主に司法書士が行う自己破産や、個人再生の申請書類作成代行として利用されている）。
法テラス扶助制度のメリット　
法テラス扶助制度を使うことにより、交渉案件や訴訟案件など弁護士費用、司法書士費用は法テラス基準により扱わられる（これは法テラスを通さずに弁護士や司法書士に依頼するよりも、着手金や成功報酬費用を抑えることが可能になる）。
法テラスへの返済　
原則として法テラスの法律扶助制度は、費用立替制度（融資）であり、費用援助を受けた後は、月5,000円から1万円を無利子で返済することになる。
一部、破産手続における予納金（同時廃止事案の場合で約2万円、少額管財事案で約20万円）などのように、援助の対象外となっている費用もある。
また、民事法律扶助制度の対象にならない場合でも、日本弁護士連合会の委託事業として、別の援助制度の対象となる場合がある（例：不法滞在の外国人、役所への生活保護申請同行など）。生活保護受給者は、代理援助・書類作成援助費用について返済が免除される。
事件の終了　
結果に応じて審査の上、法テラスの基準に基づき弁護士及び司法書士の報酬金、およびその支払方法等が決定される。
民事法律扶助援助を受けるための要件
1. 資力が一定以下であること
2. 勝訴の見込みがないとはいえないこと（法律相談援助を除く）
3. 民事法律扶助の趣旨に適すること

法テラスを利用した場合、弁護士や司法書士への着手金・報酬金・実費は、すべての事案について、法テラス報酬基準にしたがった、所定の金額が定められている。
弁護士、司法書士は報酬額を所定の金額で仕事をしなければならない。弁護士が法テラスを利用した場合、法テラスで決定を受けた所定の金額とは別に、依頼者から金銭を受け取ることは固く禁止されている。この違反を理由として弁護士会による懲戒処分が行われた例がある。
民事法律扶助の利用は、住所地や勤務地など、最寄りの法テラスの地方事務所を通じて行う。しかし法テラスと契約している弁護士や司法書士であれば、契約をしている弁護士事務所、司法書士事務所でも利用することができる。
2009年度の援助開始件数は107,991件である。代理援助の内容は、多重債務事件（自己破産）が71.8％を占め、家事事件（離婚等）が15.9%、金銭事件（交通事故などの損害賠償等）が7.3%である。書類作成援助においては96.2%が多重債務事件関係である。2009年度の新規立替額は約154億円、立替総額は約296億円となった。